# Zeraphine
Zeraphine is een Duitse band, opgericht in 2000 door Sven Friedrich en Norman Selbig, beide voormalige leden van Dreadful Shadows.

## Geschiedenis
Het uit Dreadful Shadows ontstane project begon als 'Helix', maar moest (omdat een andere band deze naam al had), een andere naam aannemen. Dit werd Zeraphine. De kern bestaat uit Friedrich en Selbig, ondersteund door drie andere muzikanten. Anno 2009 heeft Zeraphine vier albums uitgegeven. Het vierde album "Still" kwam in juni 2006 uit.

## Stijl
De stijl van Zeraphine bevindt zich ergens tussen darkrock en alternatieve rock. Vaak vergezellen elektronische composities de in Duits of Engels gezongen muziekstukken. Het album Kalte Sonne uit 2002 is volledig Duits gezongen, in tegenstelling tot het in 2003 uitgegeven Traumaworld dat overwegend Engels is. In 2005 verscheen het album Blind Camera, waarop beide talen voorkomen. In 2006 komt het album "Still" uit, weer met een mix van Duits en Engels. In vergelijking met de voorgaande cd's is "Still" harder. In 2007 kwam er een album met muzikale hoogtepunten uit, met de titel Years in Black.
Naast zijn werkzaamheden als frontman van Zeraphine wijdt zanger Friedrich zich aan zijn solo electro project Solar Fake.

## Bandleden
- Sven Friedrich: Zang
- Norman Selbig: Gitaar
- Manuel Senger: Gitaar
- Michael Nepp: Basgitaar
- Marcellus Puhlemann: Drum

## Discografie

### Albums
- 2002: Kalte Sonne
- 2003: Traumaworld
- 2005: Blind Camera
- 2006: Still
- 2007: Years in Black (hoogtepunten)
- 2010: Whiteout